# Marc Charles Frédéric de Sacconay

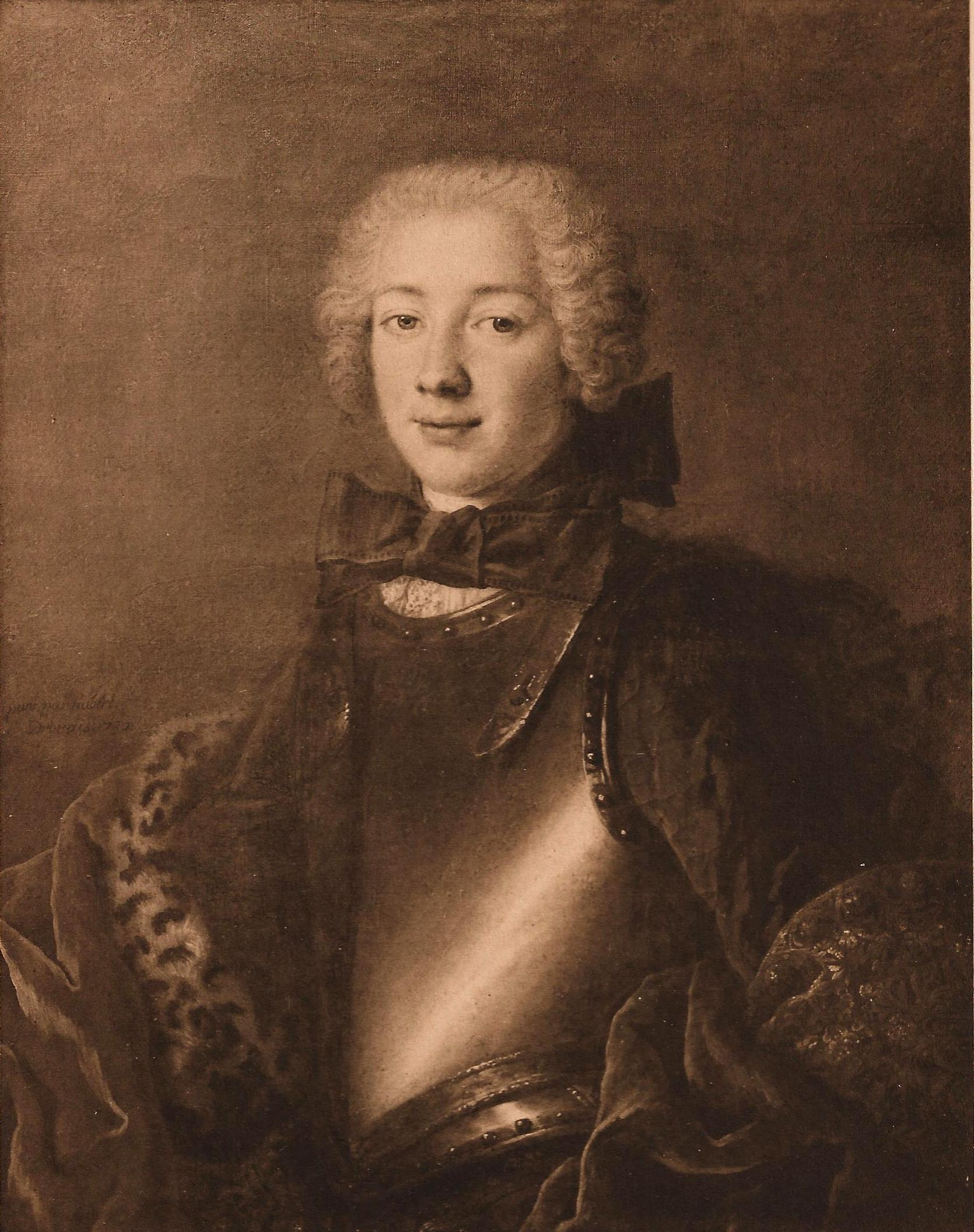
Marc Charles Frédéric de Sacconay, Bildnis von Hubert Drouais (1732)

 Marc Charles Frédéric de Sacconay  (* 1714; † 1788) war ein Waadtländer und Berner Offizier und Magistrat.
Er war der Sohn von Jean de Sacconay und Louise de Chandieu. Durch Erbschaft wurde er 1729 Herr zu Bursinel, L’Isle, Villars und La Coudre. Er diente als Offizier in französischen Diensten und lernte dadurch Victor Riquetti Marquis de Mirabeau kennen, mit dem ihn eine lebenslange Freundschaft verband. 1744 heiratete er Maria Rosina Wurstemberger (1726–1763). Bei der Burgerbesatzung 1755 gelangte er in den Grossen Rat. 1763 bestimmte ihn das Los zum Landvogt nach Payerne und 1775 wurde er Sechzehner zu Pfistern.

## Nachlass
- Bestände in der Burgerbibliothek Bern